# Baryzancla
Baryzancla là một chi bướm đêm thuộc họ Gelechiidae.